# MG Cyberster
La MG Cyberster è un'autovettura elettrica prodotta dalla casa automobilistica cinese SAIC con il marchio inglese Morris Garages dal 2023.

## Profilo e contesto

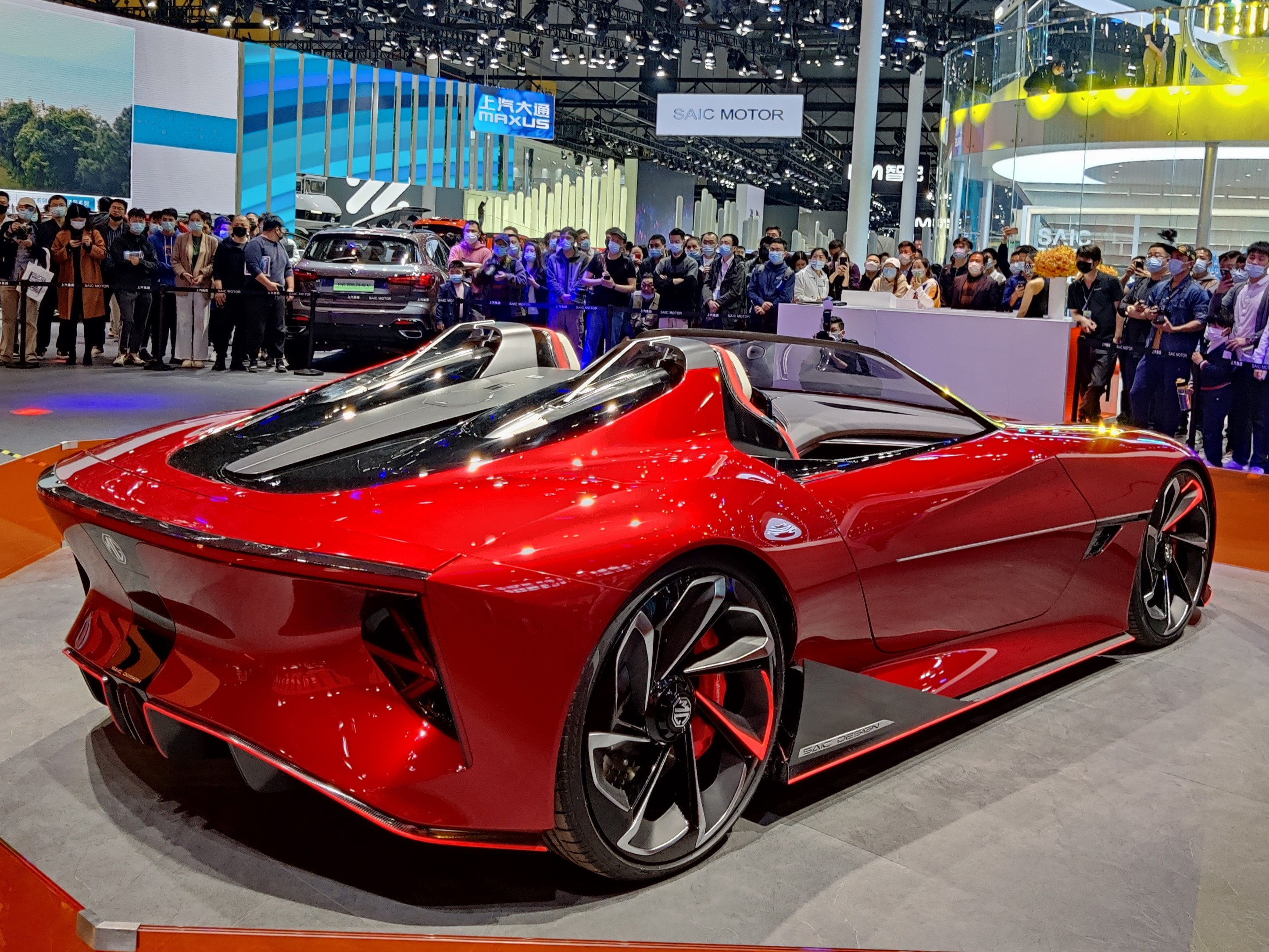
Concept car

### Concept car
La concept car della MG Cyberster è stata anticipata dalla diffusione di alcune immagini il 30 marzo 2021, venendo poi presentata al salone di Shanghai il 19 aprile. La vettura doveva essere presentato nel 2020, ma a seguito della pandemia di COVID-19 la sua presentazione è stata rinviata.
La Cyberster si caratterizza per le luci posteriori che incorporano una trama luminosa che riproduce la bandiera del Regno Unito (Union Jack) e fari anteriori interattivi "Magic Eye" che si aprono quando vengono accesi. La concept è alimentato da due motori elettrici e ha un'autonomia di circa 800 km.
La vettura è si ispira alla MG B Roadster degli anni '60.

### Versione di serie

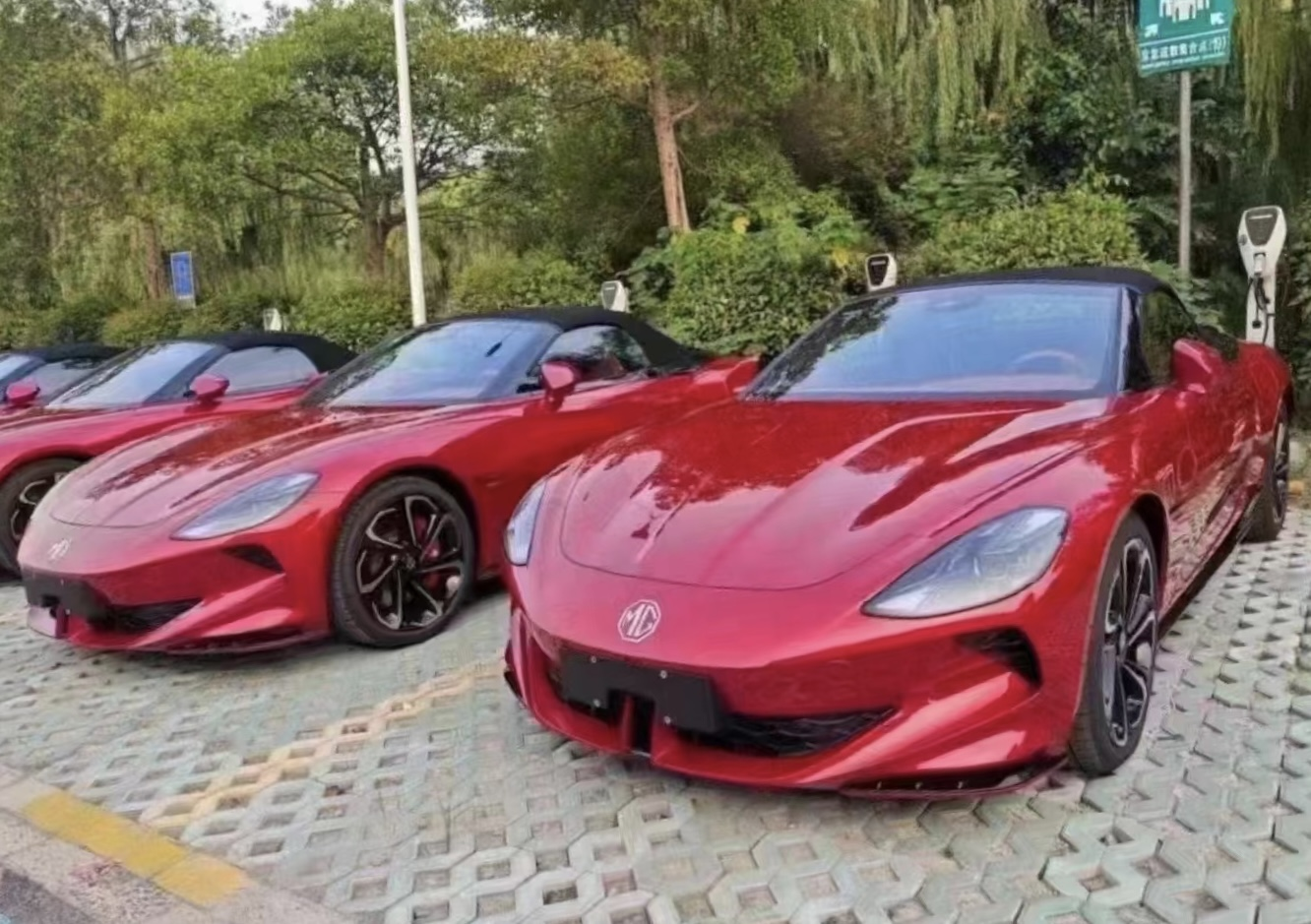
Dettaglio del frontale

Una versione di pre-produzione è stata presentata alla stampa britannica nell'aprile 2023, mostrando che i fari a scomparsa sono stati sostituiti con dei più classici fanali carenati di forma tonda e le portiere con meccanismo ad apertura a forbice.
Due prototipi rossi di pre-produzione con guida a destra e un modello con guida a sinistra (anch'esso di pre-produzione ma con lievi differenze come le maniglie delle portiere), hanno debuttato in pubblico al Goodwood Festival of Speed nel luglio 2023.

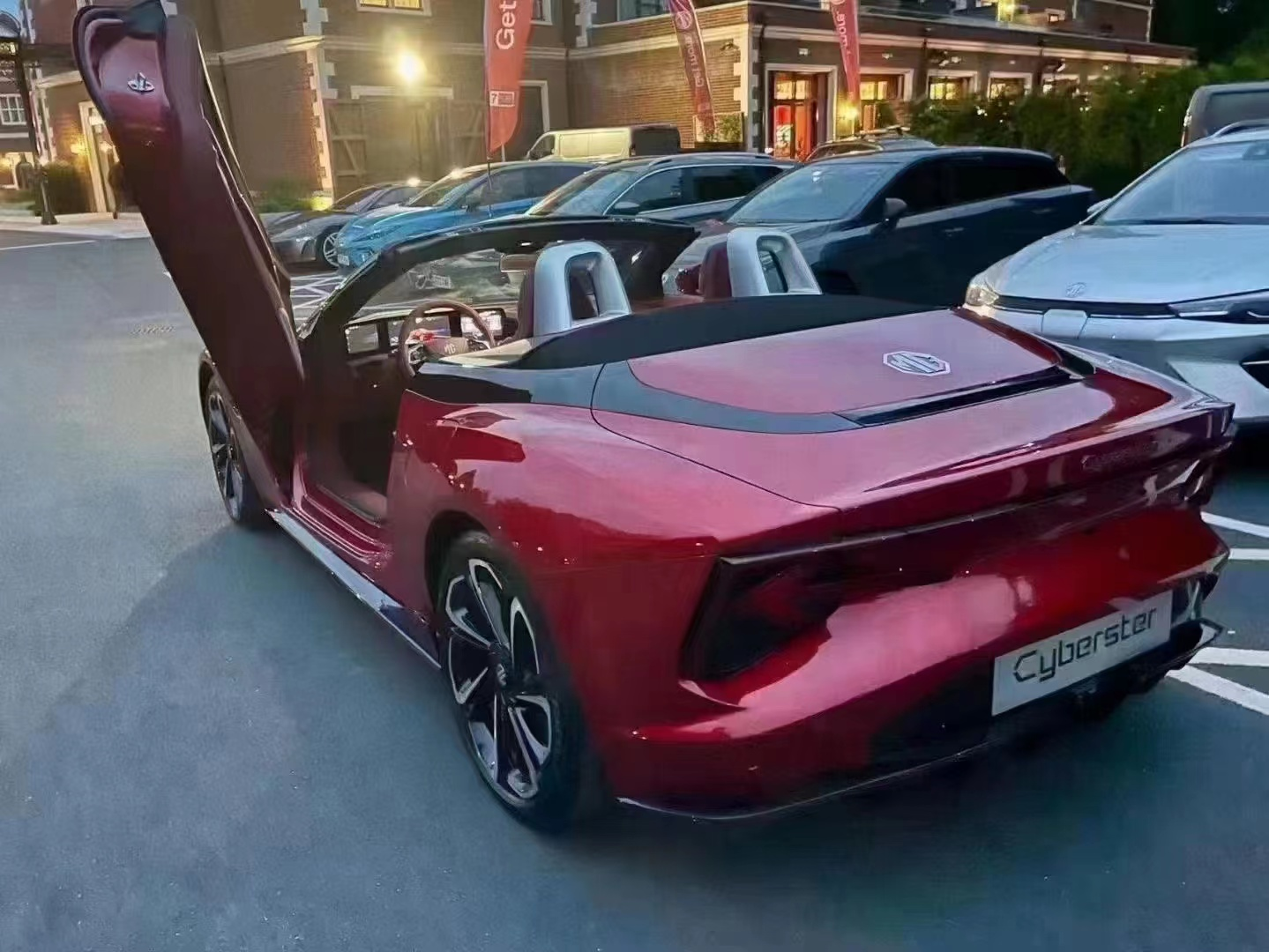
Posteriore con le portiera a forbice

Le fotografie degli interni sono state diffuse dalla MG in Cina nel luglio 2023, mentre le specifiche sono state rese note nell'agosto 2023.
La Cyberster è basato su una piattaforma modulare, con due opzioni di propulsione. La versione più potente adotta una configurazione a trazione integrale con doppio motore, erogando 400 kW (544 CV) e 725 Nm (73,9 kg⋅m) di coppia; è dotata di una batteria da 77 kWh con un'autonomia di circa 580 km coprendo lo 0 a 62 mph (0-100 km/h) di 3,2 secondi. La versione base, più leggera e a trazione posteriore, ha una batteria più piccola da 64 kWh e una potenza di 230 kW (313 CV).